# Podnoszenie ciężarów na Letnich Igrzyskach Olimpijskich 2004 – waga superciężka mężczyzn
Rywalizacja w wadze ponad 105 kg mężczyzn w podnoszeniu ciężarów na Letnich Igrzyskach Olimpijskich 2004 odbyła się 25 sierpnia Hali Olimpijskiej Nikea. W rywalizacji wystartowało 17 zawodników z 15 krajów. Tytuł sprzed czterech lat obronił Irańczyk Hosejn Rezazade. Srebrny medal wywalczył Łotysz Viktors Ščerbatihs, a trzecie miejsce zajął Bułgar Weliczko Czołakow.

## Wyniki
| Pozycja | Zawodnik             | Reprezentacja     | Grupa | Waga   | Rwanie | Rwanie | Rwanie | Podrzut | Podrzut | Podrzut | Wynik |
| Pozycja | Zawodnik             | Reprezentacja     | Grupa | Waga   | 1      | 2      | 3      | 1       | 2       | 3       | Wynik |
| ------- | -------------------- | ----------------- | ----- | ------ | ------ | ------ | ------ | ------- | ------- | ------- | ----- |
| 1. !    | Hosejn Rezazade      | Iran              | A     | 162,95 | 200,0  | 207,5  | 210,0  | 250,0   | 263,5   | 263,5   | 472,5 |
| 2. !    | Viktors Ščerbatihs   | Łotwa             | A     | 140,72 | 197,5  | 202,5  | 205,0  | 242,5   | 247,5   | 250,0   | 455,0 |
| 3. !    | Weliczko Czołakow    | Bułgaria          | A     | 161,31 | 200,0  | 205,0  | 207,5  | 240,0   | 245,0   | 245,0   | 447,5 |
| 4       | Hennadij Krasylnykow | Ukraina           | B     | 118,43 | 195,0  | 195,0  | 200,0  | 235,0   | 240,0   | 240,0   | 440,0 |
| 5       | Ołeksij Kołokolcew   | Ukraina           | A     | 125,07 | 190,0  | 195,0  | 195,0  | 235,0   | 242,5   | 252,5   | 437,5 |
| 6       | Paweł Najdek         | Polska            | A     | 140,44 | 182,5  | 187,5  | 190,0  | 240,0   | 250,0   | 250,0   | 430,0 |
| 7       | Shane Hamman         | Stany Zjednoczone | A     | 158,93 | 192,5  | 197,5  | 197,5  | 230,0   | 237,5   | 242,5   | 430,0 |
| 8       | An Yong-kwon         | Korea Południowa  | A     | 136,90 | 195,0  | 202,5  | 205,0  | 225,0   | 235,0   | 240,0   | 427,5 |
| 9       | Igor Khalilov        | Uzbekistan        | B     | 145,33 | 180,0  | 185,0  | 187,5  | 225,0   | 232,5   | 232,5   | 420,0 |
| 10      | Grzegorz Kleszcz     | Polska            | B     | 124,33 | 185,0  | 190,0  | 192,5  | 225,0   | 230,0   | 230,0   | 415,0 |
| 11      | Mohamed Ihsan        | Egipt             | B     | 142,72 | 180,0  | 185,0  | 190,0  | 220,0   | 227,5   | 232,5   | 405,0 |
| 12      | Takanobu Iwazaki     | Japonia           | B     | 127,70 | 165,0  | 170,0  | 170,0  | 215,0   | 225,0   | 225,0   | 385,0 |
| 13      | Joel Bran            | Gwatemala         | B     | 134,26 | 150,0  | 160,0  | 165,0  | 210,0   | 210,0   | 220,0   | 370,0 |
| 14      | Itte Detenamo        | Nauru             | B     | 137,65 | 147,5  | 152,5  | 155,0  | 192,5   | 197,5   | —       | 347,5 |
| —       | Stian Grimseth       | Norwegia          | B     | 158,30 | 180,0  | 185,0  | 190,0  | 205,0   | —       | —       | —     |
| —       | Ronny Weller         | Niemcy            | A     | 151,84 | 195,0  | 200,0  | 202,5  | —       | —       | —       | —     |
| —       | Aszot Danielian      | Armenia           | A     | 163,27 | 200,0  | 200,0  | 200,0  | —       | —       | —       | —     |